# Хаттіан Бала (район)
Хаттіан Бала (урду ضلع ہٹیاں بالا) — один з десяти районів Азад Кашміру, Пакистан. Штаб-квартира округу — місто Хаттіан-Бала. До 2009 року район Хаттіан-Бала був техсілем у складі округу Музаффарабад.

## Історія
До заснування Азад Кашміру в 1947 році те, що зараз є районом Хаттіан Бала, було частиною Урі Техсіль округу Барамулла в Джамму і Кашмірі. Після припинення вогню під час першої війни між Індією та Пакистаном Хаттіан-Бала став частиною округу Музаффарабад і залишався ним до 2009 року. Під час пакистанського коаліційного уряду Сардара Мухаммада Якуба Хана Хаттіан-Бала став округом у липні 2009 року.

## Географія
Округ Хаттіан-Бала межує на півночі та сході з округом Купвара та районом Барамулла контрольованого Індією штату Джамму та Кашмір, на півдні з районом Баг, а на заході з районом Музаффарабад. Населення району Хаттіан-Бала складає 230 529 осіб.

## Економіка
Співвідношення село місто 90:10. Більшість сільського населення залежить від сільського господарства, тваринництва та лісівництва. Багато людей працюють або осіли за кордоном на Близькому Сході, у Великій Британії та Сполучених Штатах, і вони утримують свої сім’ї, які вони залишили. Округ Хаттіан-Бала — це переважно горбисто-гірський регіон із ділянками рівнин вздовж річки Джелум, яка входить у район у точці LOC у Чакоті та продовжується на північний захід через долину Джелум. Завдяки своїм швидкісним річкам округ Хаттіан-Бала має великий гідроелектропотенціал. Гідроелектростанції розташовані в Катай, Ліпі і Шаріані. Природне середовище району включає долини Ліпа, Халана Чхам, Гайл, Сайна Даман Чамм, Дані Шахдарра, Чарой, Чинарі, Джаскол, Чоноян, Бхар'ян (Нижній Чоноян) і Чакар Салмія. 

## Мови
Основними мовами району є Пахарі (рідною для приблизно половини населення), Гуджарі (нею розмовляє близько третини) і кашмірі (рідною для кожного шостого жителя).

## Адміністративний поділ
Округ Хаттіан-Бала складається з трьох техсил:
- Чіккар Техсіл
- Хаттіан Бала Техсіль
- Ліпа Техсіл

Районна рада Хаттіан-Бала має 12 профспілкових рад (що складаються з восьми UC з виборчого округу № 5 і чотирьох UC з виборчого округу № 6), один муніципальний комітет у Хаттіані та один міський комітет у Чикарі. Департамент сільського розвитку має три центри: Hattian, Leepa та Chikar. Помічник директора LG&RDD Хаттян є адміністративним спеціалістом з розвитку сільської місцевості, з двома менеджерами проектів у кожному центрі.

## Освіта
Відповідно до рейтингу освіти району Аліфа Айлана в Пакистані за 2015 рік, округ Хаттіан Бала займає 28 місце з 148 округів за рівнем освіти. За об’єктами та інфраструктурою район займає 112 місце зі 148  В окрузі мало коледжів, тому багато людей в окрузі відвідують Відкритий університет Аллама Ікбал або Університет AJK у головному кампусі Музаффарабад, у кампусі Нілум або в нещодавно відкритому кампусі Хаттіан Бала, де є факультети для викладання Англійська мова, інформатика та бізнес-адміністрування. Дві області в окрузі відомі освітою з високим рівнем грамотності: долина Ліпа та село Пахал, розташоване поблизу LOC. В окрузі також є деякі приватні установи, такі як Науковий коледж READ Foundation Хаттіан Бала, Науковий коледж READ Foundation Ченарі та Розумна школа Хаттіан Бала. 